# EPrix Putrajayi
ePrix Putrajayi (anglicky: Putrajaya ePrix) byla jedním ze závodů šampionátu vozů Formule E, pořádané Mezinárodní automobilovou federací. Místem konání byla městská trať Putrajaya Street Circuit, v Putrajayi v Malajsii.

## Vítězové ePrix Putrajayi

### Vítězové v jednotlivých letech
| Rok  | Jezdec          | Konstruktér               | Trať                     | Výsledky |
| ---- | --------------- | ------------------------- | ------------------------ | -------- |
| 2014 | Sam Bird        | Virgin Racing             | Putrajaya Street Circuit | Výsledky |
| 2015 | Lucas di Grassi | ABT Schaeffler Audi Sport | Putrajaya Street Circuit | Výsledky |